# Ripaure
Ripaure är en sjö i Jokkmokks kommun i Lappland och ingår i Luleälvens huvudavrinningsområde. Sjön har en area på 0,41 kvadratkilometer och ligger 407 meter över havet. Sjön avvattnas av vattendraget Kvarnbäcken.

## Delavrinningsområde
Ripaure ingår i det delavrinningsområde (736463-167994) som SMHI kallar för Ovan Kurkbäcken. Medelhöjden är 415 meter över havet och ytan är 6,14 kvadratkilometer. Det finns ett avrinningsområde uppströms, och räknas det in blir den ackumulerade arean 45,57 kvadratkilometer. Kvarnbäcken som avvattnar avrinningsområdet har biflödesordning 4, vilket innebär att vattnet flödar genom totalt 4 vattendrag innan det når havet efter 251 kilometer. Avrinningsområdet består mestadels av skog (49 procent) och sankmarker (29 procent). Avrinningsområdet har 0,41 kvadratkilometer vattenytor vilket ger det en sjöprocent på 6,7 procent.